# Thesium triflorum
Thesium triflorum är en sandelträdsväxtart som beskrevs av Carl Peter Thunberg och Carl von Linné d.y.. Thesium triflorum ingår i släktet spindelörter, och familjen sandelträdsväxter. Inga underarter finns listade i Catalogue of Life.